# I Want to Take You Higher
«I Want to Take You Higher» es una canción del grupo de soul y rock funk Sly and the Family Stone, siendo la cara B de su éxito Stand!, que alcanzó el Top 30. Fue escrita por Sly Stone.

## Sobre la canción
I Want to Take You Higher empieza con un riff de guitarra blues interpretado por Freddie Stone. La canción, una de las más alegres del canon de Family Stone, es una especie de remake de Higher, un tema del LP Dance to the Music de 1968. Higher tiene su origen en Advice, una canción que Sly Stone coescribió y arregló para el álbum de Billy Preston The Wildest Organ In Town, en 1966.
Higher formó parte del setlist de la actuación de la banda en el Festival de Woodstock junto a Dance to the Music y Music Lover; Sly Stone utilizó la canción durante un interludio memorable, durante el cual hizo que la multitud de Woodstock repitiera, a las tres de la madrugada, el grito frenético de la canción "¡más alto!".
Aunque era una cara B, I Want to Take You Higher se convirtió por sí sola en un éxito del Top 40 (n.º 38) en 1970. Ese mismo año, Ike & Tina Turner lanzaron una versión de la canción que también se convirtió en un éxito, situándose por encima de la grabación original de Family Stone en el Billboard Hot 100 (en el n.º 34), y un puesto por debajo de la original en la lista de sencillos del Hot R&B/Hip-Hop Songs.

## Legado
Sly & the Family Stone interpretó un popurrí de Dance to the Music y I Want to Take You Higher en Soul Train el 29 de junio de 1974.
La canción ocupó un lugar destacado en el clásico programa infantil canadiense The Hilarious House of Frightenstein, siendo el tema principal del personaje del Hombre Lobo.
Del 10 de mayo de 1997 al 28 de febrero de 1998, el Salón de la Fama del Rock and Roll presentó su primera exposición temporal titulada "I Want to Take You Higher: The Psychedelic Era 1965-1969", que coincidió con el 30 aniversario del Verano del Amor. Se inauguró con un festival al aire libre de un día de duración presentado por Chet Helms, que atrajo a miles de personas a la plaza del Museo, con Big Brother and the Holding Company, Country Joe McDonald y Donovan, e invitados como Ken Kesey y sus Merry Pranksters (con el autobús Further Bus). En 1997 se publicó un libro homónimo (Chronicle Books) que documentaba la exposición y la época. El último día contó con la actuación de los iconos de los sesenta Wavy Gravy y Paul Krassner, a cargo del grupo ACE de Cleveland.
En marzo de 2005, la revista Q incluyó a I Want to Take You Higher en el número 84 de su lista de los 100 mejores temas de guitarra.
En 2008, Backbeat Books publicó la biografía I Want to Take You Higher: The Life and Times of Sly & the Family Stone, de Jeff Kaliss, con prólogo y la primera entrevista en veintiún años con Sly Stone.
Ha sido usada en diversas películas y series de televisión. Apareció en el tráiler de la cinta Inherent Vice, dirigida por Paul Thomas Anderson en 2014.